# Xujiayao-Mensch

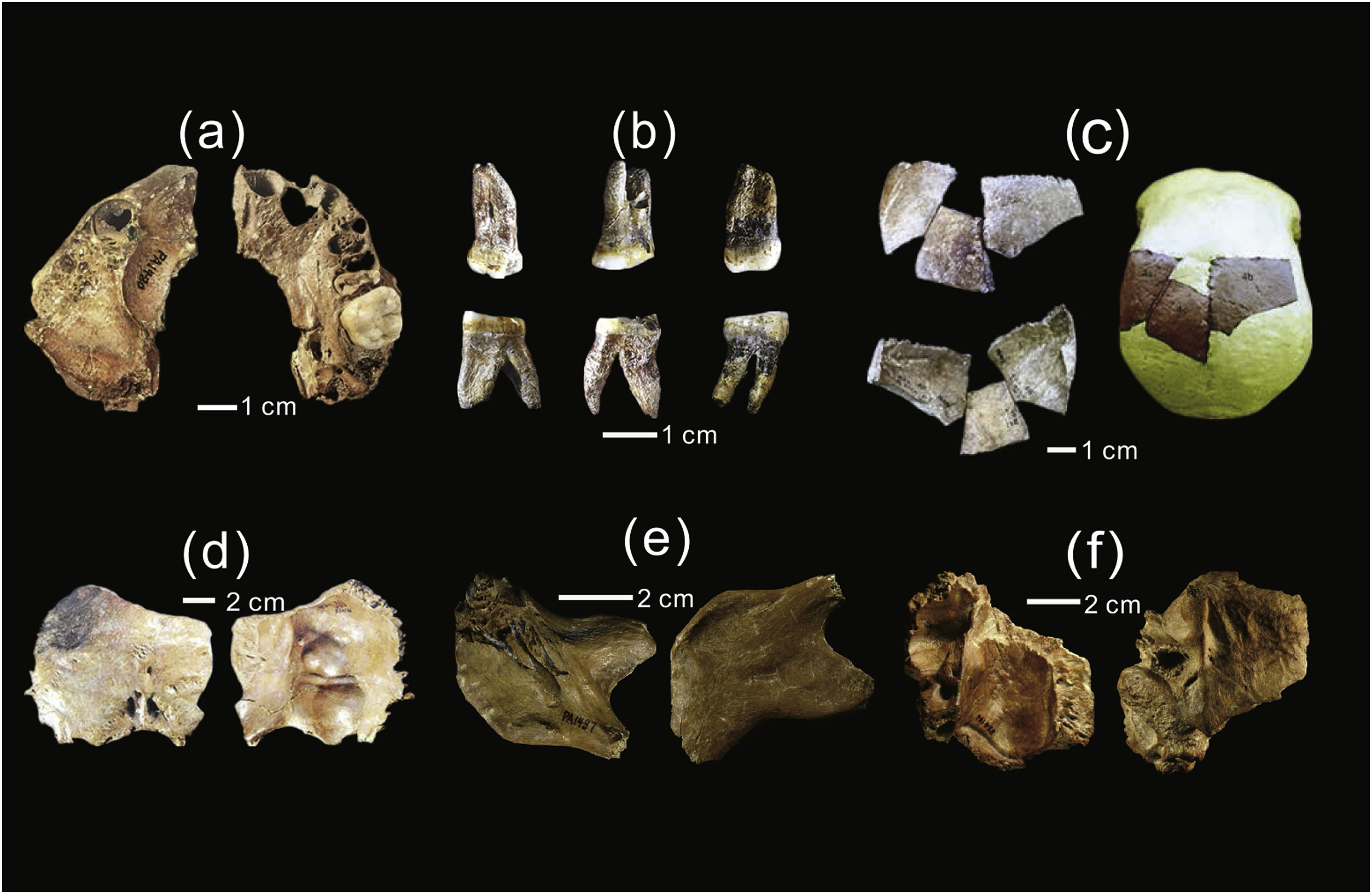
Funde des Xujiayao-Menschen:
(a) Oberkiefer, (b) drei Molare, (c) Scheitelbein (drei Fragmente), (d) Hinterhauptbein, (e) Unterkiefer, (f) Schläfenbein

Als Xujiayao-Mensch (chinesisch 许家窑人, Pinyin Xǔjiāyáorén, englisch Xujiayao Man) werden einige im Norden der Volksrepublik China entdeckte Fossilien bezeichnet, die als mindestens 100.000 Jahre alt gelten. Sie wurden zwischen 1976 und 1979 in Xujiayao, Kreis Yanggao, Provinz Shanxi, am westlichen Ufer des Flüsschens Liyigou, einem Nebenfluss des Sanggan He, entdeckt und von den chinesischen Experten zunächst dem sogenannten archaischen Homo sapiens zugeschrieben. Die Zuordnung chinesischer Funde der Gattung Homo aus dieser erdgeschichtlichen Periode zu Homo sapiens ist allerdings umstritten, da sie in Widerspruch steht zu den heute bekannten, genetischen Analysen zur Ausbreitung des Menschen, aufgrund derer solche Fossilien eher Homo erectus zuzuschreiben sind; in einer 2013 publizierten Studie wurden die Xujiayao-Funde zurückhaltend „pleistozäne Homo“ genannt. Das Fossil Xujiayao 1 könnte aber auch von einem jungen Denisova-Menschen stammen.
2024 wurde von zwei Paläoanthropologen in der Fachzeitschrift Nature Communications vorgeschlagen, die Fossilien der Denisova-Menschen mit dem Xujiayao-Mensch, dem Xuchang-Mensch und dem Fossil Penghu 1 der neuen Art Homo juluensis zuzuordnen.

## Funde
Entdeckt wurden 21 Fossilien, unter anderem ein Fragment von der linken Hälfte des Oberkiefers eines rund sechs Jahre alten Kindes (Archivbezeichznung: Xujiayao 1), 12 Bruchstücke von einem Scheitelbein, zwei Hinterhauptbein-Fragmente, ein Schläfenbein und mehrere Zähne, die möglicherweise zu mehreren Individuen gehörten.
Merkmale des Schädelknochens sind: die Knochenwand ist sehr dick, sie erreicht die Dicke von über einem Zentimeter, der Knochen ist an der breitesten Stelle relativ hoch, das Hinterhauptbein ist relativ breit; die kräftigen Zähne und die gefurchte Okklusion sind der des Peking-Menschen ähnlich. Die als Xujiayao 11 bezeichneten Fragmente eines Scheitelbeins weisen Merkmale auf, die typisch sind für Mutationen am Chromosom 11 und am Chromosom 5 und als Anzeichen für eine mögliche Inzucht interpretiert wurden.
Mitte der 1970er-Jahre wurde ferner eine große Anzahl von Steinwerkzeugen und Tierfossilien aus dem Jungpleistozän entdeckt. Zu den mit dem Xujiayao-Menschen entdeckten Fossilien gehören Tiger, Wolf, Wildpferd, Equus hemionus, Coelodonta antiquitatis, Bison sp., Sus scrofa usw.

## Datierung
Die Uran-Thorium-Datierung eines Nashorn-Zahn aus dem gleichen Fundhorizont ergab 1984 ein mutmaßliches Alter von 125.000 bis 104.000 Jahren und folglich eine Datierung ins Jungpleistozän. Möglicherweise sind die Fossilien aber auch wesentlich älter, denn eine 2014 publizierte Studie ergab Hinweise auf ein Alter von 224.000 bis 161.000 Jahren.

## Xujiayao-Fundstätte
Die Fundstätten von Xujiayao und Houjiayao (Xujiayao-Houjiayao yizhi 许家窑—侯家窑遗址) im Kreis Yanggao stehen seit 1996 auf der Liste der Denkmäler der Volksrepublik China (4-2).

## Belege
1. 1 2  Xiu-Jie Wu et al.: An Enlarged Parietal Foramen in the Late Archaic Xujiayao 11 Neurocranium from Northern China, and Rare Anomalies among Pleistocene Homo. In: PLoS ONE. Band 8, Nr. 3: e59587, doi:10.1371/journal.pone.0059587.
2. ↑  Clément Zanolli, Bence Viola, Friedemann Schrenk und Ottmar Kullmer: Solving the Hemanthropus peii mystery. In: 18. International Symposium on Dental Morphology. Frankfurt am Main, August 2022, S. 71; zugleich Bulletin of the International Association for Paleodontology. Band 16, Nr. 2, 2022, S. 71.
3. ↑  Christopher J. Bae und Xiujie Wu: Making sense of eastern Asian Late Quaternary hominin variability. In: Nature Communications. Band 15, Artikel-Nr. 9479, 2024, doi:10.1038/s41467-024-53918-7.
4. ↑  Cihai („Meer der Wörter“), Shanghai cishu chubanshe, Shanghai 2002, ISBN 7-5326-0839-5, S. 1922.
5. ↑  Skulls of early humans carry telltale signs of inbreeding, study suggests. Auf: eurekalert.org vom 18. März 2013.
6. ↑  Jia Lanpo, Excavation Report of 1976 on Xujiayao Palaeolithic Site in Collection of Archaeological Papers on the Palaeolithic Age by Jia Lanpo,(Wenwu Chubanshe, 1984), p.156, zitiert nach: He Xingliang: The Origin of Totems, The Humanities Study auf bic.cass.cn, 23. Mai 2003 (englisch). (Memento vom 1. Juli 2012 im Webarchiv archive.today)
7. ↑  Chen Tiemei, Yuan Sixun und Gao Shijun: The study on uranium-series dating of fossil bones as an absolute age sequence for the main Paleolithic sites of North China. In: Acta Anthropologica Sinica. Band 3, 1984, S. 259–269
8. ↑  Peter Brown: Chinese Middle Pleistocene hominids and modern human origins in east Asia. In: Lawrence Barham und Kate Robson Brown (Hrsg.): Human Roots. Africa and Asia in the Middle Pleistocene. Western Academic & Specialist Publishers, Bristol 2001, S. 142, ISBN 978-0-9535418-4-3, Volltext (PDF; 3,5 MB)
9. ↑  Zhengtao Li et al.: Study on stratigraphic age, climate changes and environment background of Houjiayao Site in Nihewan Basin. In: Quaternary International. Band 349, 2014, S. 42–48, doi:10.1016/j.quaint.2014.06.003

Koordinaten: 40° 6′ 2″ N, 113° 58′ 39″ O